# Jacques Aubert (musicien)
Pour les articles homonymes, voir Aubert et Jacques Aubert.
Jacques Aubert, dit « le Vieux », est un compositeur et violoniste français, né à Paris le 30 septembre 1689 et mort à Belleville le 19 mai 1753.

## Biographie
Jacques Aubert, qui est un des élèves de Jean-Baptiste Senaillé, obtient son premier poste en tant que violoniste au service du prince de Condé. Il fait ensuite partie des Vingt-Quatre Violons du Roi. De 1728 à 1752, il est premier violon à l’Opéra.
À partir de 1729, il se produit régulièrement avec succès au Concert spirituel pendant une dizaine d'années, entre autres avec des concertos pour violon et orchestre de sa composition. Avec Jean-Joseph Cassanéa de Mondonville et Jean-Marie Leclair, il adapte la virtuosité italienne à l’esprit français.
Il est le père de Jean-Louis Aubert (1731-1814), prêtre et écrivain.

## Œuvres

### Musique instrumentale
- Des pièces pour deux violons
- Des sonates en trio
- Cinq livres de Sonates pour violon et basse continue
- Douze Suites de concerts de Symphonie (1730)
- Concertos pour quatre violons et basse, (qui étaient les premiers du genre écrits par un Français)

### Musique dramatique
- Arlequin gentilhomme malgré lui ou L'Amant supposé, opéra comique (1716 Paris)
- Arlequin Hulla ou La Femme répudiée, opéra comique (1716 Paris)
- Diane (Antoine Danchet), divertissement (1721 Chantilly)
- Le Regiment de la calotte (Fuzelier/LeSage/d'Orneval), opéra comique (1721 Paris)
- La Fête royale, divertissement (1722 Chantilly)
- Le Ballet de Chantilly, Le Ballet des vingt-quatre heures (LeGrand), comédie (1722 Chantilly)
- La Reine des Péris (Fuzelier), comédie persane (1725 Paris)

## Discographie
- Concert de symphonies pour violons, flûtes et hautbois ; Suite no 5 ; Concerto pour 4 violons, violoncelle et basse continue, op. 17, no 6 et no 1 ; Concerto pour 4 violons et basse continue no 4, op. 26 ; Concert de symphonies pour violons, flûtes et hautbois ; Suite no 2 — Collegium Musicum 90, dir. Simon Standage (CD Chandos chaconne 1995).
- Concertos pour 4 violons, violoncelle, double basse et clavecin Op.26 n°3 et n°4, Ensemble Diderot. CD Audax 2021